# Lerik (district)
Lerik is een district in Azerbeidzjan.
Lerik telt 77.500 inwoners (01-01-2012) op een oppervlakte van 1084 km²; de bevolkingsdichtheid is dus 71,5 inwoners per km².

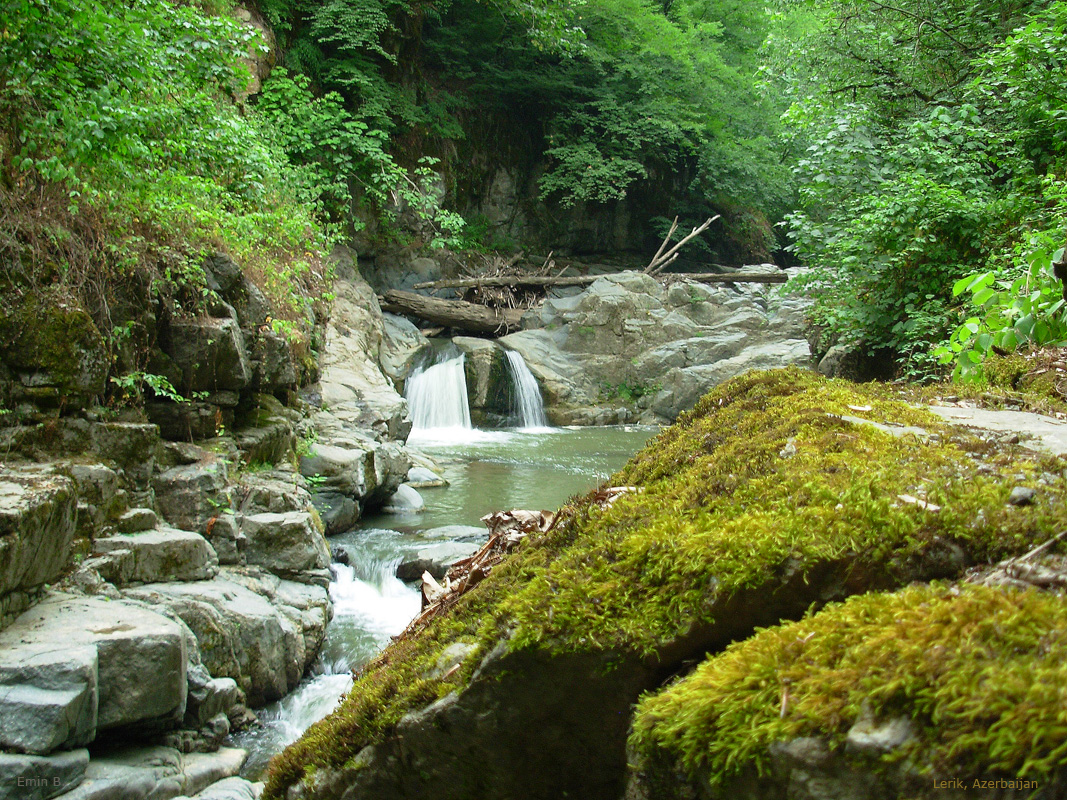
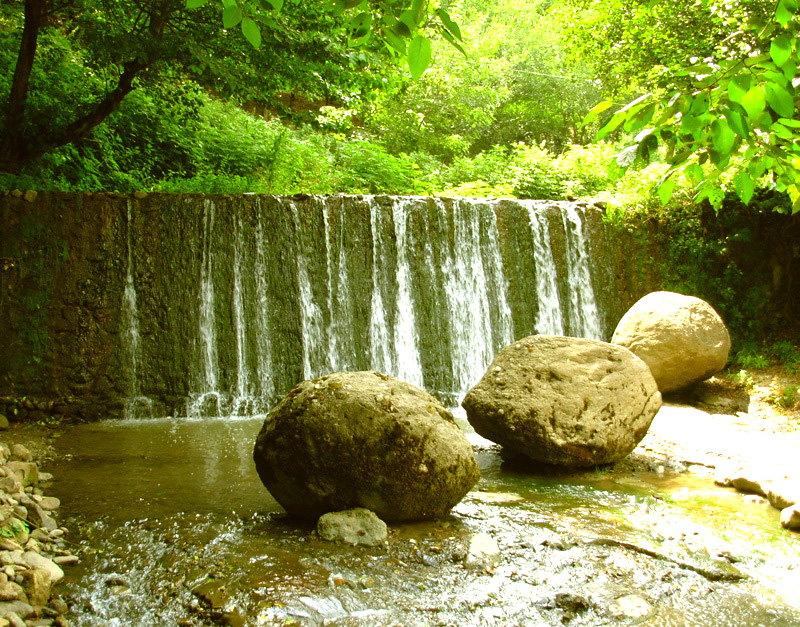